# Cianorte (ort)
Cianorte är en ort i Brasilien.   Den ligger i kommunen Cianorte och delstaten Paraná, i den södra delen av landet, 1 000 km sydväst om huvudstaden Brasília. Cianorte ligger 529 meter över havet och antalet invånare är 55 994.
Terrängen runt Cianorte är huvudsakligen platt. Cianorte ligger uppe på en höjd.
Trakten runt Cianorte består i huvudsak av gräsmarker. Runt Cianorte är det ganska tätbefolkat, med 78 invånare per kvadratkilometer.